# Liste der Bischöfe von Accia
Die folgenden Personen waren Bischöfe von Accia (Korsika, heute Frankreich):
- 909: Nikolaus
- 930: Riccobonus
- 1133: Arrigo (Enrico, Henricus)
- 1267–1274: Imerio (Imero, Imerius) Guardalupo
- 1297–1303: Benvenuto Nonno (Nonnus Benvenutus)
- 1303–1332: Francesco
- 1332–1334: Angelo (Angelus)
- 1344–1348: Nicolao (Nikolaus II.) (auch Bischof von Cithonia)
- 1348–1351: Francesco (Francescus) de Querso, Quesso oder Questo
- 1351: Fillipo (Filippus)
- 1351: Vincente (Vincentius) de Tassoni
- 1386: Michael
- 1377–1388: Raimondo (Raimondus) de Plaisance (Piacenza)
- 1400: Francesco (Francescus) Buonacorsi (Bonaccorsi) (auch Bischof von Gravina)
- 1401: Ludovico (Ludovicus) de Narni
- 1401: Matteo (Matthäus)
- 1410–1418: Pietro (Petrus) de Mosto
- 1418: Antonio (Antonius)
- 1419: Natalinu Arrighi
- 1421: Anello von Neapel (Agnellus)
- 1441–1453: Alberto de Casini
- 1451: Antonio d’Omessa
- 1452: Paolo da Campofregoso
  - 1463–1466: Giovanni Andrea Bussi (Ghjuvan Andria di Bussi) (auch Bischof von Aléria)
  - 1467: Antonio de Bonaumbra
- 1480–1512: Bartolomeo Panmoglio († 1512)
  - 1493: Paolo de Fregoso, Kardinal von Genua
  - 1494: Girolamo Antonio de Subiaco
- 1515–1521: Domenico de Valletari
- 1521–1545: Benedetto de Nobili
- 1547: Girolamo Boccaurato
- 1547–1553: Pietro Affatato (auch Bischof von Minori)
- 1553–1559: Agostini Salvago (auch Erzbischof von Genua)
- 1561–1563: Giulio Superchio (Soverchio) (auch Bischof von Caorle)
- Bistum wird vereint mit Mariana